# Korbous

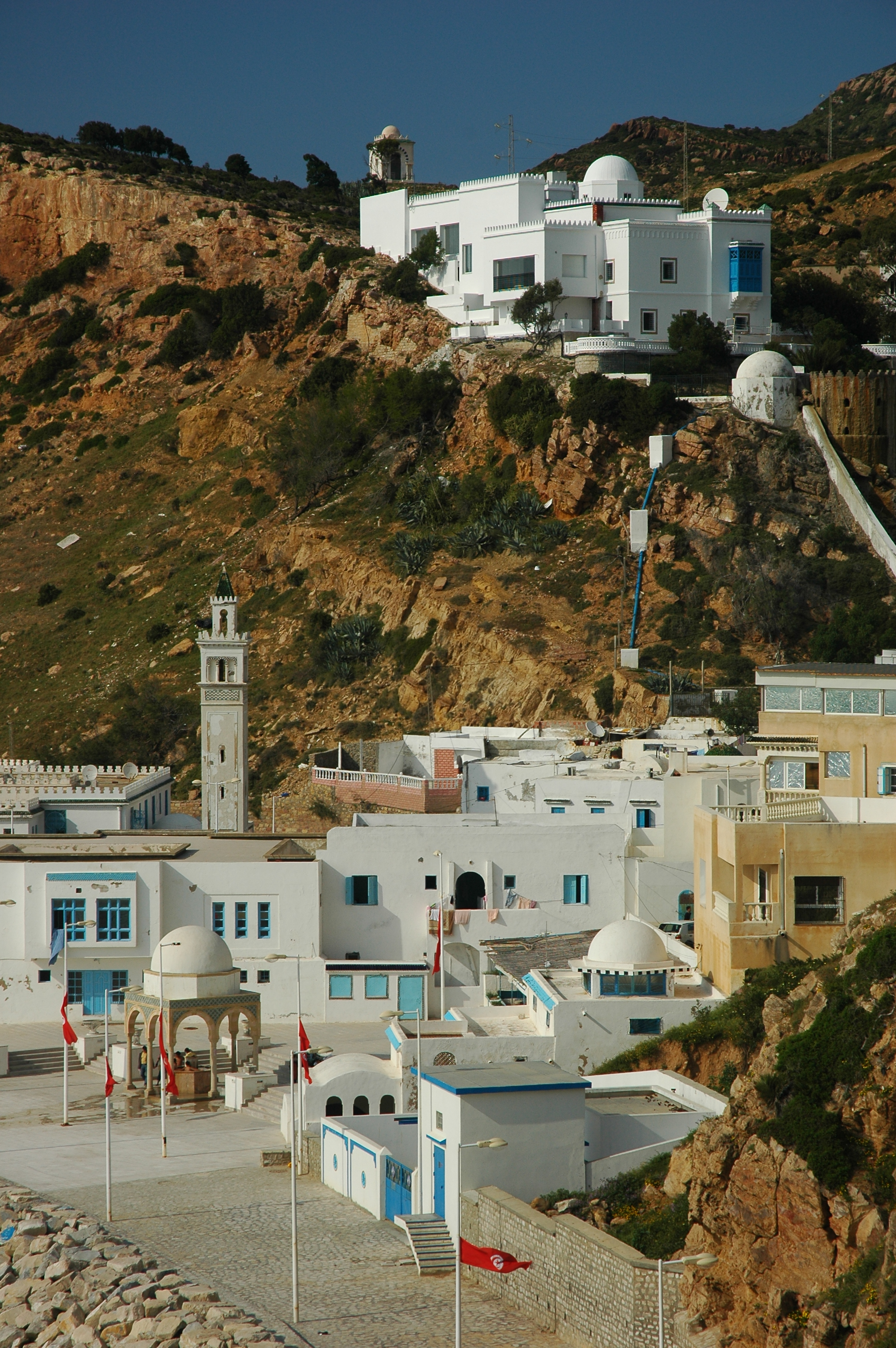
Korbous

Korbous är en liten stad i norra Tunisien. Den ligger på norra sidan av halvön Cap Bon, vid Tunisbukten, på en plats där en djup ravin möter havet. 
Redan under romartiden var Korbous känt som kurort, kallad Aqua Calidau Carpitanae. Från naturliga källor bubblar varmt (44-60 °C) och svavelrikt vatten upp, och många lokala hotell och hälsohem är specialiserade på vatten- och ångbehandlingar. Stadens stora hammam är inrymd i det gamla palatset från 1800-talet. 
Trots sitt relativa kändisskap är kurorten stillsam och inte storskaligt utvecklad. Nu (2016) finns planer på att bygga ett stort spa med marina och lyxhotell. 